# Пукни зоро
Пукни зоро је песма снимљена за потребе филма Монтевидео, Бог те видео! режисера Драгана Бјелогрлића.

## Настанак песме
Постоји урбана легенда да је песму написао стари ратник, те да је она српска народна песма и корене вуче из времена Првог светског рата, аутор песме је Роберт Пешут, фронтмен групе Мањифико, који је српско-словеначког порекла. Заправо је Роберт посветио свом деди, који је био српски војник на Солунском фронту у Првом светском рату, тако да је први назив песме био За Душана, односно за Робертовог деду. Друга легенда каже да потиче из периода Првог балканског рата.
Бјелогрлић је у разговорима око песме истакао је да у филму има људи који су преживели Први светски рат, сећају се тих времена и срећни су што су остали живи, а несрећни што су њихови пријатељи отишли. Затражио је и да Роберт направи „нешто ново, али да звучи као старо“. Осим Пешутовог деде, одатле потиче инспирација за песму. Песма је написана 2010. године.
Објављена је 2013. на музичком албуму Монтевидео, Бог те видео! за истоимени филм.

## Кафанска верзија
Оригиналну песму изводи група Мањифико, а за потребе филма направљена је и кафанска верзија, прерађена од стране Драгана Брајовића Браје. Браја позива Милоша Радовановића да је отпева и она превазилази популарност оригинала. Никола Роквић касније открива да је одбио да отпева демо и да се сада каје због тога.

## Популарност
Милорад Додик назвао је у свом говору ову песму старом српском. Иако је новијег доба, Пукни зоро постаје песма која даје осећај аутентичног ванвременског класика и која се учврстила као саставни део на националним и спортским манифестацијама, Нешто слично десило се и са Химном косовских јунака, која је снимљена за потребе филма Бој на Косову. Руски еквивалент старе нове песме била би песма Коњ.
Песма је обрађена на више страних језика: руски, грчки и шпански. Најпопуларнија је шпанска верзија Луз Касал под називом Madrugadas. Многи домаћи певачи обрадили су  песму, нпр. Марија Шерифовић.
Песму пева често и Трећи пешадијски пук на прослави Дана Републике Српске.